# Doug Somner
Douglas « Doug » Somner (né le 4 juillet 1951 à Édimbourg en Écosse) est un joueur de football écossais.

## Biographie
Il a joué notamment dans le championnat d'Écosse pour les clubs du Partick Thistle Football Club et de St Mirren FC.
Il est le premier joueur du St. Mirren à inscrire un but lors d'une compétition européenne.
Il finit meilleur buteur de la Scottish Football League Premier Division lors de la saison 1979–80.

## Palmarès
Saint Mirren FC
- Meilleur buteur du Championnat d'Écosse de football (1) :
  - 1980: 25 buts.